# 八ッ手屋
八ッ手屋（やつでや）は、東京都千代田区神田司町二丁目にある大正初期に建てられた木造の2階建ての飲食店舗である。

## 概要
創業大正3年（1914年）、屋号は祖父・祖母・父・母と手が8つあったので「八ッ手屋」とつけられた。神田司町のこの現在の場所で天ぷら屋を営んでいる。主人の「金安平八郎」は昭和9年（1934年）生まれの四代目である。天ぷらを揚げてかれこれ50年、「天ぷらは油の温度が命、長年の経験でわかる…」とゆう
。

## 営業情報
- 定休日 - 土曜・日曜日、祝日
- 営業時間 - 午前11時～午後2時
- 座席数 - 計34席（テーブル28席、座敷6席）
- 駐車場 - 無し[1]

## 交通アクセス
鉄道
- JR中央線他 - 神田駅北口より徒歩5分
- 東京メトロ丸ノ内線 - 淡路町駅A2出口より徒歩3分、銀座線神田駅5番出口より徒歩4分
- 都営地下鉄 - 小川町駅A2出口より徒歩4分

## ギャラリー
- 店頭（2018年1月撮影）
- 店内（2013年3月撮影）
- 天丼 中（2013年3月撮影）